# Kesselschlacht bei Uman
1941: Białystok-Minsk – Dubno-Luzk-Riwne – Smolensk – Uman – Kiew – Odessa – Leningrader Blockade – Wjasma-Brjansk – Charkow – Rostow – Moskau – Tula

1942: Rschew – Charkow – Ljuban/Wolchow – Kertsch/Sewastopol – Fall Blau – Kaukasus – Stalingrad – Operation Mars

1943: Woronesch-Charkow – Operation Iskra – Nordkaukasus – Charkow – Kursk – Orjol – Donez-Mius – Donbass – Belgorod-Charkow – Smolensk – Dnepr – Kiew

1944: Dnepr-Karpaten – Leningrad-Nowgorod – Krim – Wyborg–Petrosawodsk – Operation Bagration – Lwiw-Sandomierz – Jassy–Kischinew – Belgrad – Petsamo-Kirkenes – Baltikum – Karpaten – Ungarn

1945: Kurland  – Weichsel-Oder – Ostpreußen – Westkarpaten – Niederschlesien – Ostpommern – Plattensee – Oberschlesien – Wien – Oder – Berlin – Prag
Die Kesselschlacht bei Uman war eine Schlacht während des Deutsch-Sowjetischen Krieges im Zweiten Weltkrieg vom 15. Juli bis zum 8. August 1941. In ihr zerschlug die deutsche Wehrmacht mit Unterstützung durch ungarische und rumänische Einheiten 20 Divisionen der Roten Armee.

## Voraussetzungen
Gemäß dem Plan des Unternehmens Barbarossa konzentrierte sich die Stoßrichtung der deutschen Heeresgruppe Süd auf die Ukraine. Nach Überwindung der schwer befestigten Stalin-Linie (ab 7. Juli) war es das operative Ziel der Angreifer, möglichst große Truppenteile der Roten Armee in der Ukraine zu vernichten. Im Gegensatz zur Heeresgruppe Mitte, die mit zwei Panzergruppen Zangenoperationen durchführen konnte, verfügte die Heeresgruppe Süd allerdings über nur eine Panzergruppe.
Die sowjetische Südwestfront, die zudem die stärkste der vier sowjetischen Fronten war und über mehr Panzer verfügte als die Deutschen, wurde von Generaloberst Michail Petrowitsch Kirponos geführt und hatte bereits Ende Juni 1941 in Wolhynien während der Panzerschlacht zwischen Rowno und Dubno schwere Verluste erlitten.
Generalfeldmarschall von Rundstedt, der Oberbefehlshaber der Heeresgruppe Süd, konnte Mitte Juli, nach erfolgreichen Grenzschlachten in Ostgalizien, die 17. Armee unter General Carl-Heinrich von Stülpnagel bei ihrem Vormarsch auf Winniza so ansetzen, dass es der weit nach Osten vorgepreschten Panzergruppe 1 unter Generaloberst Ewald von Kleist gelang, zwei Armeen (12. und 18.) der sowjetischen Südfront im Rücken zu umgehen und zu umfassen. Im Süden wurde diese Operation durch Verbände der verbündeten rumänischen 3. Armee gedeckt. Auf seiten der Luftwaffe setzte die Luftflotte 4 unter Generaloberst Alexander Löhr Teile des V. Fliegerkorps (General der Flieger Robert von Greim) und des II. Flak-Korps (General der Flakartillerie Otto Deßloch) zur Unterstützung der Heeresverbände ein.

## Schlachtverlauf

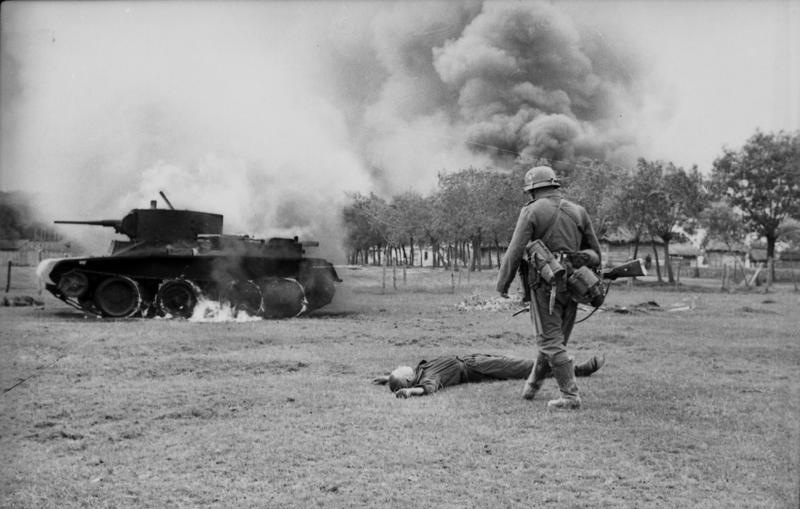
Ein deutscher Infanterist vor einem gefallenen sowjetischen Soldaten, dahinter ein zerstörter sowjetischer Panzer vom Typ BT-7 (Ukraine, Juni 1941)

Nachdem die Panzergruppe Kleist im Raum Fastow kurz angehalten worden war, um ihre Nachschublieferungen abzuwarten, nahm sie am 15. Juli ihren Angriff wieder auf. Das motorisierte III. Armeekorps unter General von Mackensen verblieb vorerst mit der 13. und 14. Panzer-Division sowie der SS-Division „Wiking“ zur Deckung nach Osten am Dnjepr zwischen Boguslaw und Kanew stehen. Die dort eingesetzte sowjetische 26. Armee unter Generalleutnant Kostenko bestand aus 8 Schützen- und 2 Kavallerie-Divisionen, hatte aber zu wenig Panzer, um Mackensens Panzerkorps im offenen Gelände wirksam entgegentreten zu können. Die 26. Armee sah sich infolgedessen aus dem Raum Fastow und Belaja Zerkow zurückgeworfen. Die Reste des sowjetischen 15. und 16. mechanisierten Korps wurden dabei zusammen mit dem V. Kavallerie-Korps (General Kamkow) gegen den Dnjepr abgedrängt. Dadurch riss die Verbindung zwischen 6. und 26. Armee ab und eine riesige Lücke in der sowjetischen Front tat sich auf.
Das motorisierte XXXXVIII. Armeekorps unter dem General der Panzertruppen Kempf führte daraufhin von Norden her mit der 11. und 16. Panzer-Division die Umfassung in den Rücken der im Raum westlich des Sinucha-Abschnitts stehenden sowjetischen Kräfte durch. Zusätzlich wurde das motorisierte XIV. Armeekorps (General von Wietersheim) in die entstandene Frontlücke eingeführt, die 9. Panzer-Division unter Generalleutnant von Hubicki wurde an die Spitze gestellt. Die sowjetische 6. Armee versäumte es, auf diese Gefahr angemessen zu reagieren, indem sie das noch intakte 2. und 24. mechanisierte Korps unter Generalmajor Tschistjakow nach Norden umgruppierte, um die 11. und 16. Panzer-Division aufzuhalten. Eine heftige Panzerschlacht wurde vom motorisierten XXXXVIII. Armeekorps vom 21. bis 27. Juli im Raum Monastyryschtsche ausgetragen, als das 2. und 24. mechanisierte Korps der Sowjets versuchte, die bedrohte Flanke der Armee zu stützen, während die Masse der 6. und 12. Armee sich südwärts in Richtung Uman zurückzog. Das 2. mechanisierte Korps (Generalmajor Juri W. Nowosselski) verfügte nur noch über etwa 100 einsatzfähige Panzer, darunter 18 vom Typ T-34, Treibstoff und Munition waren knapp. Nach Osten sicherte das motorisierte XIV. Armeekorps im Raum zwischen Tolstyje und Swenigorod. Unterdessen stand das sowjetische 18. mechanisierte Korps am Südlichen Bug im Abwehrkampf gegen die verfolgende 17. Armee. Die deutsche 9. Panzer-Division nahm Nowo Archangelsk und bedrohte damit die rückwärtigen Verbindungen der nach Uman zurückgehenden sowjetischen Truppen.
Die Reste des Ende Juni bei Brody dezimierten 4. mechanisierten Korps (General Wlassow) wurden am 31. Juli mit der Rückeroberung von Nowoarchanhelsk (Nowo Archangelsk) beauftragt, aber die wenigen noch intakten T-34 hatten weder ausreichend Treibstoff, noch genug Munition. Nachdem die 9. Panzerdivision durch das SS-Regiment „Leibstandarte Adolf Hitler“ abgelöst worden war, rückten die Verbände General Hubickis weiter nach Süden vor und konnten sich mit Teilen der 17. Armee – der 1. Gebirgs-Division – vereinigen. Die Infanteriedivisionen des deutschen LII. Armeekorps und des XXXXIX. Gebirgskorps bedrängten die sowjetische 6. und 12. Armee unter Generalleutnant Musytschenko und Generalmajor Ponedelin von Westen her.
Die 17. Armee verfügte an mobilen Kräften nur über das ungarische „Schnelle Korps“ unter Generalmajor Béla Miklós. Diesem wurde der Auftrag übertragen, den Übergang über den südlichen Bug bei Gaiworon zu bewerkstelligen sowie den energischen Vormarsch längs der Eisenbahnlinie auf Perwomaisk aufzunehmen.
Vom 26. bis zum 30. Juli führten die von drei Seiten umschlossenen sowjetischen Verbände schwere Abwehrkämpfe, nach Südosten war die Verbindung zur 18. Armee unter General Smirnow noch offen. Marschall Budjonny, Befehlshaber der im Südwesten operierenden Streitkräfte, meldete an die Stawka, dass die Versuche der 6. und der 12. Armee, die rückwärtigen Verbindungen vollständig zu öffnen, ohne zusätzliche Verstärkungen nicht gelingen könnten. Am 29. Juli erfolgte die Begegnung verbündeter ungarischer und rumänischer Truppen bei Berszad, obwohl sich diese ein Jahr zuvor an der Grenze von Siebenbürgen noch als Gegner gegenübergestanden hatten. Das OKW schob daher vorsorglich zwischen dem ungarischen Schnellen Korps und den Rumänen eine deutsche Division mit einem neuen Generalkommando in die Front ein.
Die Vorhut der deutschen 1. Gebirgsdivision rückte Anfang August über Tarasowka zum Sinjucha-Abschnitt vor und traf bei Sabugskoje auf die Angriffsspitzen der 9. Panzerdivision. Auch Miklós Schnelles Korps erreichte am folgenden Tag die Verbindung zur 9. Panzer-Division und schloss so den Kessel von Uman. Die 17. Armee und Kleists Verbände hatte den größten Teil der sowjetischen 6. und 12. Armee umzingelt, einschließlich der Überreste mehrerer mechanisierter Korps. Am 3. August war im Raum nördlich von Perwomaisk der Ring fest geschlossen, etwa 20 sowjetische Divisionen befanden sich im Kessel. Das nördlich der bei Perwomaisk haltenden Ungarn stehende deutsche XI. Armeekorps unter General von Kortzfleisch versammelte die 101. und 257. Infanterie-Division im Raum bei Jozefpol und verstärkte die dortige Kesselfront.
Das XXXXIX. Gebirgskorps verengte den Kessel im Süden zwischen der Linie Podwysskoje und Kopenkowata in Richtung auf Radwyssokoje, das ungarische Korps operierte zwischen Konstantinowka und Perwomaisk, im Westen schoben sich die Truppen des LII. Armeekorps zwischen der Linie Olschonka und Dobrjanka auf Golowaniewsk vor. Das XIV. Armeekorps hielt die östliche Kesselfront von Tischkowka-Olschanka-Perztschonyi, die Vorhut des XXXXVIII. Armeekorps marschierte bereits südwärts auf Wosnessensk vor. Da die deutschen und ungarischen Einschließungskräfte noch relativ schwach waren, konnten Zehntausende Rotarmisten unter Aufgabe ihrer schweren Waffen und Ausrüstung nach Osten in sowjetisch gehaltenes Gebiet entkommen. Im Raum Podwysskoje schlugen die 1. und 4. Gebirgsdivision alle Ausbruchsversuche zurück. Unter verlustreichen Kämpfen wurde die Kesselschlacht bis zum 8. August von den deutschen Truppen erfolgreich beendet. Es kapitulierten 103.000 sowjetische Soldaten, dazu fielen 317 Panzer, 858 Geschütze und 5.250 LKW in deutsche Hand oder wurden vernichtet.

## Ergebnis
Die Kesselschlacht um Uman war für die Deutschen der erste Schritt zur Eroberung des wirtschaftlich bedeutenden Donbass-Gebiets. Das Hinterland der Ukraine bis zum Dnjepr und zum Schwarzen Meer stand nun für weitläufige Angriffsunternehmen offen. Mackensens motorisiertes III. Armeekorps war ebenfalls wieder im Vormarsch, hatte am 4. August Kirowograd besetzt und erreichte mit der 13. Panzer-Division am 15. August Krementschug. Am großen Dnjeprbogen stürmten Truppen des motorisierten XIV. Armeekorps Dnjepropetrowsk und Teile der 14. Panzer-Division und der motorisierten 60. Infanterie-Division besetzten die Stadt Saporischschja. Den Sowjets gelang es jedoch, alle wichtigen Eisenbahnbrücken über den Dnjepr – in Dnjepropetrowsk, Saporischschja, Krementschug und Kanew rechtzeitig zu sprengen. Am 17. und 18. August wurde von den deutschen Truppen ein östlicher Brückenkopf über den Fluss errichtet und danach in wochenlangem Kampf gesichert. Anfang September wurde das im Brückenkopf Dnjepropetrowsk stehende III. Armeekorps durch die motorisierte 60. und die 198. Infanterie-Division sowie die SS-Division „Wiking“ freigemacht. In der Zwischenzeit war die „Gruppe Kempf“ (motorisierte 16., 16. Panzer- und verstärktes SS-Regiment „Leibstandarte Adolf Hitler“) bis 16. August weiter südwärts zum Hafen von Nikolajew vorgestoßen und besetzten zusammen mit rumänischen Truppenteilen das untere Dnjepr-Gebiet. Ende August hatten Kleists Panzertruppen das gesamte Westufer des Dnjepr unter Kontrolle gebracht und gruppierten sich auf Anweisung des OKW wieder nordwärts, um an der Schlacht um Kiew teilzunehmen.